# Ethniki Odos 77
Die Ethniki Odos 77 (griechisch Εθνική Οδός 77 ‚Nationalstraße‘) ist eine Straßenverbindung in Griechenland. Sie verläuft vollständig auf der Insel Euböa (Εύβοια).

## Verlauf
Die Straße zweigt in Chalkida (Χαλκίδα) von der Straße Ethniki Odos 44 nach Norden ab, folgt dem Westufer der Insel über Nea Artaki und an Psachna (Ψαχνά) vorbei nach Prokopi. Von dort setzt sie sich über Mantoudi und Kirinthos nach Strofilia fort, wo eine Straße zur Westküste nach Limni abzweigt. Von Strofilia führt die EO 77 weiter nach Nordnordwesten über Agia Anna, Pappades und Vassilika fast bis zur Nordspitze der Insel bei Agriovotano und von dort weiter zunächst nach Südwesten und dann generell nach Westen über Gouves und Artemisio zur Küste, die in Pefki erreicht und hinter Asminio wieder verlassen wird. Die Straße setzt sich nach Süden nach Istiea fort, führt von dort wieder zur Küste in Orei und nach Süden über Edipsos (Αιδηψός) in den Küsten- und Badeort Loutra Edipsou (Λουτρά Αιδηψού), wo sie endet.